# Соловйово (Калінінградська область)
Соловйово (рос. Соловьёво) — селище Правдинського району, Калінінградської області Росії. Входить до складу Домновського сільського поселення.
Населення —  37 осіб (2015 рік). 

## Населення
| 2002 | 2010 |
| ---- | ---- |
| 32   | ↗37  |